# Gryon mirperusi
Gryon mirperusi är en stekelart som först beskrevs av Jean Risbec 1950.  Gryon mirperusi ingår i släktet Gryon och familjen Scelionidae. Inga underarter finns listade i Catalogue of Life.